# Ana Laura Ribas
Ana Laura Ribas (Curitiba, 13 marzo 1966) è una showgirl, personaggio televisivo e conduttrice radiofonica brasiliana.

## Biografia

### Gli esordi e gli anni novanta
Debutta in Brasile nel 1981, a soli 15 anni, diventando protagonista di vari spot televisivi. Fa il suo debutto in Italia nel 1989 come ragazza "Bingo" di Telemike e subito dopo prende parte a sei puntate dell'edizione serale di Ok, il prezzo è giusto!. Successivamente lavora come "paperetta" nella prima e seconda stagione di Paperissima (1991-1992) e come "velina" nell'edizione 1992 di Striscia la notizia su Canale 5. 
Compare poi nelle trasmissioni Casa Vianello, Sabato al circo, e nuovamente come valletta di Ok, il prezzo è giusto! dal 1994 al 1997.
Nella stagione 1998 affianca Iva Zanicchi nei programmi Ballo amore e fantasia e 100 milioni più Iva. Nella stagione 1999-2000 lavora su Odeon TV conducendo il TG Rosa. In questi anni partecipa anche ad alcune trasmissioni autoprodotte dell'emittente Mediaset sul satellite Happy Channel come Cocos Locos, insieme a Demo Mura, e Happy Italy.

### Gli anni 2000
Passando alla Rai diventa valletta di Domenica in nell'edizione 2000-2001. Sempre in quella stagione e nella successiva conduce anche il programma Lista d'attesa sulle reti facenti parte della syndication di Italia 9 Network. Nel 2004 partecipa alla copertina celebrativa di TV Sorrisi e Canzoni dedicata alle Veline che hanno fatto la storia del TG satirico di Canale 5, mentre nell'autunno del 2004 è nel cast della seconda edizione del reality show L'isola dei famosi, venendo eliminata nel corso della sesta puntata con il 61% dei voti.
Nel 2005 conduce su Rai 2 otto puntate del real game Limousine. In quell'anno è spesso presente in studio e in esterna durante la trasmissione Quelli che il calcio come madrina del Milan su Rai 2. Parteciperà a quest'ultimo programma fino alla stagione 2010-2011. Nel 2006 ritorna a condurre la trasmissione di cabaret su circuito di Telenova Dammi il 5 e annuncia poi la sua esibizione in uno spogliarello in diretta su un sito Internet, il cui accesso avviene però a pagamento, che raccoglie oltre 3.000 adesioni. L'esibizione verrà però rimandata più volte e poi sospesa senza spiegazioni.
In questo periodo si esprime in diverse interviste in difesa della categoria delle vallette, a suo dire bistrattate dall'opinione pubblica, nonostante debbano affrontare spesso anni di dura gavetta al contrario di molti personaggi che arriverebbero in televisione grazie a "compromessi". Nel 2006 recita un piccolo cameo nel film Vita Smeralda, dove interpreta se stessa. Nello stesso periodo torna alla musica (qualche anno prima aveva inciso due singoli in portoghese dal titolo Boogie oogie oogie e Enrosca) presentando il singolo Sereia, cover di un brano, anche questo portoghese, presentato con numerosissimi remix e un video musicale che ricorda il film La sirenetta.
Dal febbraio 2007 è una degli speaker di RTL 102.5 dove conduce il programma No problem - W l'Italia assieme a Charlie Gnocchi e da gennaio 2009 invece è affiancata da Alessandro Greco. Poi, nel 2009 ritorna in onda con Charlie Gnocchi per Pop Around the... sempre nella stessa fascia oraria, fino ad agosto 2010 con Luca Dondoni su RTL 102.5. Nel 2008 è apparsa nel video di Fabri Fibra La soluzione e nella stessa stagione ha interpretato la vita di una sensitiva brasiliana nell'ultima puntata dello show Il bivio - Cosa sarebbe successo se... di Italia 1.

### Gli anni 2010
Nel 2009-2010 conduce, assieme a Luca Dondoni, Pop around the clock, contenitore del weekend su RTL 102.5 Il 15 dicembre 2010 ha debuttato come inviata nel nuovo programma di Alfonso Signorini, Kalispéra! Nel settembre 2011 la showgirl ha annunciato di avere un cancro all'utero. Nel 2011 registra ancora un singolo Ragaja Selvaja, in italiano, con melodia brasiliana. Sempre nel 2011 inizia una collaborazione con Eva Tremila, scrivendo una rubrica settimanale "Arriba Ribas".
Nella stagione televisiva 2012-2013 partecipa come opinionista in numerose trasmissioni televisive Rai e Mediaset. A marzo 2013 durante una puntata di Quelli che il calcio fa un siparietto comico assieme ad Alba Parietti dove le due fingono di sostituire la conduttrice Victoria Cabello. A maggio 2013 torna alla musica girando il video del singolo in portoghese Boogie oogie oogie già inciso nel 2004. Il 22 settembre 2013 partecipa all'episodio speciale di Avanti un altro! quiz condotto da Paolo Bonolis. A novembre 2013 è madrina del Monza Rally Show all'Autodromo nazionale di Monza.
Nel dicembre 2014 partecipa come concorrente VIP al lancio del quiz televisivo di Pupo sul nuovo canale albanese Agon Channel. Nel 2015 esce il singolo Enrosca accompagnato da un videoclip.

## Controversie
Il 25 giugno 2007 è stata iscritta, con Aída Yéspica e Alessia Fabiani, dal PM Frank Di Maio nel registro delle notizie di reato per favoreggiamento e false dichiarazioni al pubblico ministero nell'inchiesta di Vallettopoli; la vicenda si è conclusa definitivamente con lo stralcio e con l'archiviazione delle posizioni di Yéspica, Fabiani e Ribas.

## Televisione
- Ok, il prezzo è giusto! (Canale 5, 1989, 1994-1996; Rete 4, 1996-1997)
- Telemike (Canale 5, 1989-1990)
- Sabato al circo (Canale 5, 1990-1991)
- Paperissima (Italia 1, 1990-1991; Canale 5, 1991-1992)
- Paperissima Sprint (Italia 1, 1990)
- Striscia la notizia (Canale 5, 1992)
- Festivalbar (Italia 1, 1993)
- TG Rosa (Odeon TV, 1997-2000)
- La ruota della fortuna (Rete 4, 1997)
- Ballo, Amore e Fantasia (Rete 4, 1998)
- 100 milioni + Iva (Rete 4, 1998)
- Cocos Locos (Happy Channel, 2000)
- Happy Italy (Happy Channel, 2000)
- Domenica in (Rai 1, 2000-2001)
- Lista d'attesa (Italia 9 Network, 2000-2002)
- L'isola dei famosi (Rai 2, 2004) Concorrente
- Limousine (Rai 2, 2005)
- Dammi il 5 (Telenova, 2005-2006)
- Quelli che... il calcio (Rai 2, 2005-2006)
- Quelli che... il calcio e... (Rai 2, 2006-2008)
- Quelli che il calcio e... (Rai 2, 2008-2011)
- Kalispéra! (Canale 5, 2010-2011)

## Radio
- No problem - W l'Italia (RTL 102.5, 2007-2009)
- Pop around the clock (RTL 102.5, 2009-2010)